# Кліометрія

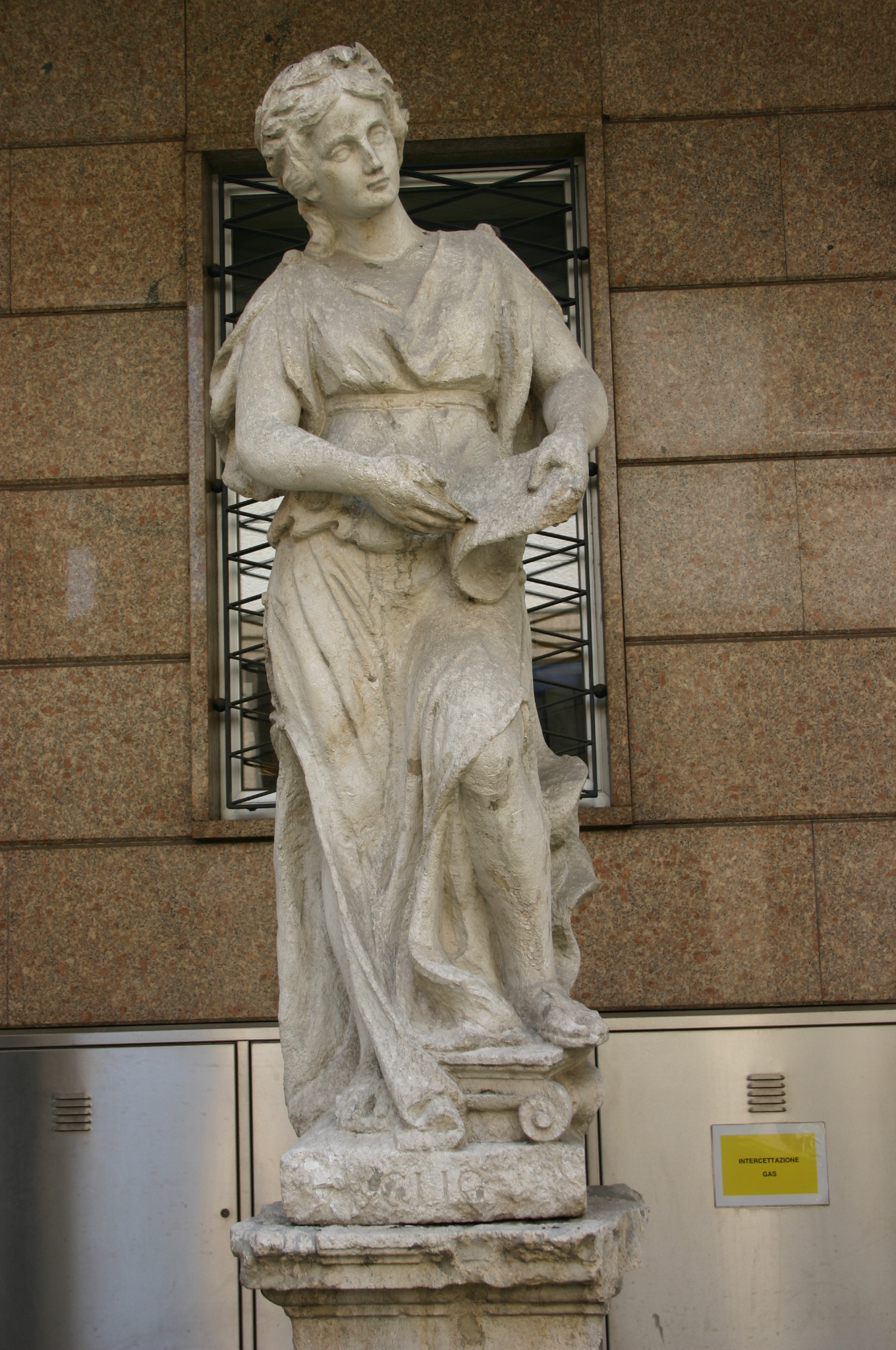
Кліо — муза історії

Кліометрі́я (грец. Klio — муза історії; грец. métron — міра) — відносно новий напрям в історичній науці взагалі і історії економіки зокрема, яка систематично використовує економічну теорію і кількісні категорії економетрії. Кліометрія часто доволі близька до альтернативної історії.
Одним з засновників кліометрії є американський історик Роберт Фогель, лауреат Нобелівської премії з економіки 1993 року, автор праць про роль залізниць і рабства в розвитку господарства США. У рішенні Нобелівського комітету сказано, що премія присуджена «за розвиток нових підходів у дослідженнях з економічної історії, заснованих на застосуванні економічної теорії та кількісних методів для пояснення економічних і інституційних змін».
Вперше термін кліометрія з'явився у пресі в грудні 1960 року в статті Дж. Х'югса, Л.Девіса і С.Рейтера «Аспекти квантитативного дослідження в економічній історії». «Кліометрична революція» відбулася в 1960-ті роки. Особливу роль тут зіграла та обставина, що в 1960 році редакторами «Journal of Economic History» стали прихильники кліометричного підходу Дуглас Норт і Вільям Паркер. Тоді ж у США стали регулярно проводитися кліометричні конференції. У цей період в центрі уваги американських кліометристів було вивчення ролі залізниць у розвитку процесів індустріалізації, історії сільського господарства США в XIX столітті, економічної ефективності рабської праці в американській економіці.
З 1970-их років кліометричний підхід розширює свій вплив у дослідженнях з економічної історії у Великій Британії, скандинавських країнах, Іспанії, Бельгії, Нідерландах та інших країнах. У більш широкому плані застосування кількісних методів в історичних дослідженнях (квантитативна історія) набуло поширення також у Франції (переважно в рамках школи «Анналів»), Німеччини (основну роль тут відіграє Центр історико-соціальних досліджень Кельнського університету) та інших країнах.

## Кліометрія в Україні
Центром розвитку історичної К. як підсистеми джерелознавства (див. Джерелознавство історичне) в Україні стала н.-д. лабораторія комп'ютерних технологій історичних досліджень у Дніпропетровському університеті на чолі з В.Підгаєвським.
Можливості результативного застосування комп'ютерних технологій і математичних методів аналізу ретроспективної інформації за базисними системами ознак щодо вивчення писемних джерел і рукописних книг (кодексів), історико-біографічних і бібліографічних джерел під час створення електронних ресурсів були доведені наприкінці 80 – поч. 90-х рр. 20 ст. у Бібліотеці національній України імені В.І. Вернадського (Л.Дубровіна, В.Ясулайтіс, В.Чишко, О.Яценко, В.Попик, Л.Костенко, В.Омельчук, О.Іванова) та в Інституті українознавства імені І.Крип'якевича НАН України (Я.Ісаєвич); щодо музичних джерел аналогічні дослідження проводилися, зокрема, у Львівській консерваторії (Ю.Ясиновський). Від 1990-х рр. реалізується Державна програма "Архівна та рукописна україніка", що включає розробку системи пошуку, опрацювання та зберігання архівної інформації (Г.Боряк, С.Гриша, О.Сохань, Л.Лозниця та ін.).
Питання про межі "доцільності" використання методів К. в істор. дослідженнях залишається відкритим. Так, прибічники якнайширшого застосування формально-логічних концепцій у галузі всесвітньої історії намагаються, зокрема, "спростувати" здобутки попередньої історичної науки, пропонують ідеї глобальної нової хронології історії та нової "теорії хронологічних зрушень". Ці намагання викликають ґрунтовну критику з боку "класичних" істориків (Є.Голубцова, З.Удальцова, Б.Рибаков, Б.Литвак, С.Шмідт, В.Янін та ін.), а також спеціалістів у галузі математики й астрономії (С.Новіков, Ю.Єфремов), які звертають увагу на те, що для того, аби не порушувати усталені методологічні принципи історичної науки, які засвідчили свою ефективність і продуктивність у реальних здобутках історичної науки, засоби К. мають використовуватися в комплексі з цими методами і лише як допоміжні інструменти історичної науки.
Багато економістів також зазначають, що позитивні результати квантифікації (від лат. quantitas – кількість; "переведення" досліджуваного матеріалу в кількісні показники) у дослідженнях з економічної історії можливі лише в тих випадках, коли емпіричний матеріал масових економічних та статистичних джерел (переважно періоду нової і новітньої історії) дійсно дає змогу проводити повноцінний вірогіднісний аналіз (Дж.Тош, М.Довбенко, В.Бовикін та ін.).
У сфері вивчення давніх джерел інформаційні технології є ефективними при створенні пошукових баз даних, однак змістовні інтерпретації самих джерел є результативними лише в рамках класичних концепцій.